# Isabelle Doucet
Isabelle Doucet (Sainte-Foy, 25 oktober 1973) is een Canadees langebaanschaatsster.
In 1993 reed Doucet op het WK voor junioren.
In 1998 nam zij voor Canada deel aan de olympische winterspelen van Nagano op de 1500 meter.

## Records

### Persoonlijke records[5]
| Afstand    | Tijd    | Datum | Baan    |
| ---------- | ------- | ----- | ------- |
| 500 meter  | 40.44   | 1998  | Calgary |
| 1000 meter | 1:20.44 | 1998  | Calgary |
| 1500 meter | 2:00.78 | 2001  | Calgary |
| 3000 meter | 4:17.49 | 2002  | Calgary |
| 5000 meter | 7:23.92 | 2002  | Calgary |